# Kajjansi
Kajjansi är en stad i centrala Uganda, och tillhör Wakisodistriktet. Det är en sydlig förort till Kampala, och folkmängden uppgår till cirka 130 000 invånare.